# ФИБА Даймонд Болл (женщины)
 ФИБА Даймонд Болл — предолимпийский баскетбольный турнир, проходящий перед началом Олимпиады. Проводился 3 раза, первое соревнование носило название "Предолимпийский турнир".

## Результаты
| Год  | Организатор | Финал      | Финал | Финал     | Матч за 3-е место | Матч за 3-е место | Матч за 3-е место |
| Год  | Организатор | Победитель | Счёт  | Финалист  | Бронзовый призёр  | Счёт              | 4-е место         |
| ---- | ----------- | ---------- | ----- | --------- | ----------------- | ----------------- | ----------------- |
| 2000 | (Сидней)    | Австралия  | 90:67 | Россия    | Канада            | 55:43             | Словакия          |
| 2004 | (Ираклион)  | Австралия  | 74:70 | Китай     | Бразилия          | 73:70             | Греция            |
| 2008 | Хайнин      | США        | 71:67 | Австралия | Китай             | 63:51             | Латвия            |

## Призёры
| Место | Страна    | Золото | Серебро | Бронза | Всего |
| ----- | --------- | ------ | ------- | ------ | ----- |
| 1     | Австралия | 2      | 1       | 0      | 3     |
| 2     | США       | 1      | 0       | 0      | 1     |
| 3     | Китай     | 0      | 1       | 1      | 2     |
| 4     | Россия    | 0      | 1       | 0      | 1     |
| 5     | Канада    | 0      | 0       | 1      | 1     |
| 5     | Бразилия  | 0      | 0       | 1      | 1     |

## MVP турнира
| Год  | Игрок                 | Команда |
| ---- | --------------------- | ------- |
| 2004 | Мфон Удока            | Нигерия |
| 2008 | Анете Екабсоне-Жогота | Латвия  |